# Xiaomi Redmi 3S
Xiaomi Redmi 3S — смартфон компанії Xiaomi, що є покращеною версією Xiaomi Redmi 3. Був представлений 15 червня 2016 року. 30 червня 2016 року був представлений Xiaomi Redmi 3X, який мав 2/32 ГБ пам'яті. В жовтні того ж року був представлений Xiaomi Redmi 3S Prime (також відомий як Xiaomi Redmi 3S Plus), який відрізнявся тим, що має версію лише на 3/32 ГБ.

## Дизайн
Екран в смартфонів виконаний зі скла. Корпус смартфонів виконаний з алюмінію і має пластикові вставки зверху та знизу.
Знизу знаходяться роз'єм microUSB та мікрофон. Зверху розташовані 3.5 мм аудіороз'єм, другий мікрофон та ІЧ-порт. З лівого боку смартфона знаходиться гібридний слот під 2 SIM-картки або 1 SIM-картку і карту пам'яті формату microSD до 128 ГБ. З правого боку розміщені кнопки регулювання гучності та кнопка блокування смартфону. Динамік та сканер відбитку пальця знаходяться на задній панелі.
Xiaomi Redmi 3S та Redmi 3S Prime продавалися в 3 кольорах: темно-сірому, срібному та золотому.
Xiaomi Redmi 3X продавався в 2 кольорах: срібному та золотому.

## Технічні характеристики

### Платформа
Смартфони отримали процесор Qualcomm Snapdragon 430 та графічний процесор Adreno 505.

### Батарея
Батарея отримала об'єм 4100 мА·год.

### Камера
Смартфони отримали основну камеру 13 Мп, f/2.0 з автофокусом та здатністю запису відео в роздільній здатності 1080p@30fps. Фронтальна камера отримала роздільність 5 Мп, діафрагму f/2.2 та здатність запису відео в роздільній здітності 1080p@30fps.

### Екран
Екран IPS LCD, 5.0", HD (1280 x 720) зі співвідношенням сторін 16:9 та щільністю пікселів 294 ppi.

### Пам'ять
Xiaomi Redmi 3S продавався в комплектаціях 2/16 ГБ.
Xiaomi Redmi 3X продавався в комплектації 2/32 ГБ.
Xiaomi Redmi 3S Prime продавався в комплектації 3/32 ГБ.

### Програмне забезпечення
Смартфони були випущені на MIUI 7 на базі Android 6.0.1 Marshmallow. Були оновлені до MIUI 10.